# Mateo Mendía
Mateo Mendía dos Santos (Olavarría, 3 de febrero de 2004) es un futbolista argentino que juega de defensa en el Boca Juniors de la Liga Profesional de fútbol Argentino.

## Trayectoria

### Inicios
Mateo fichó por las inferiores de Boca Juniors en el 2023, en la que tuvo buenas actuaciones. Llegó a ganar la Intercontinental sub-20 de 2023, jugó la Libertadores Sub-20 2024, en la que jugó 4 de los 5 partidos, marcando un gol en la primera fecha, llegó a la final de la copa contra Flamengo sub-20, la cual, el Xeneize perdió 2 a 1. Luego, se metio en el equipo principal, de la mano de Diego Martínez.

### Boca Juniors
El debut de Mateo en el primer equipo de Boca, ocurrió el día 19 de mayo de 2024 en un partido de liga contra Central Córdoba, en un partido donde el Xeneize ganó por 4 a 2 ante los santiagueños.
El 18 de febrero de 2025 Mateo debutó en la Copa Libertadores, en el partido de ida de la fase 2 entre el Xeneize y Alianza Lima, en el que el equipo peruano se impondría por 1 a 0 ante Boca Juniors, en este partido Mateo entraría en el minuto 90, remplazando a Williams Alarcón.

## Selección nacional

### Sub-20
El 19 de agosto de 2022 fue citado a la selección sub-20 de su país, por Javier Mascherano. Para unos entrenamientos.